# Mário Pečalka
Mário Pečalka (Bratislava, 28 december 1980) is een profvoetballer uit Slowakije, die sinds begin 2012 als verdediger weer onder contract staat bij de Slowaakse voetbalclub Slovan Bratislava.

## Interlandcarrière
Onder leiding van bondscoach Vladimír Weiss maakte Pečalka zijn debuut voor het Slowaaks voetbalelftal op 10 februari 2009 in het vriendschappelijke duel in Limassol tegen Oekraïne (2-3), net als Peter Štyvar en Miroslav Stoch. Hij moest in dat duel na 58 minuten plaatsmaken voor Juraj Kucka.

## Erelijst
MŠK Žilina
- Corgoň Liga

2007, 2010
- Slowaakse Supercup

2007, 2010